# René de Obaldia

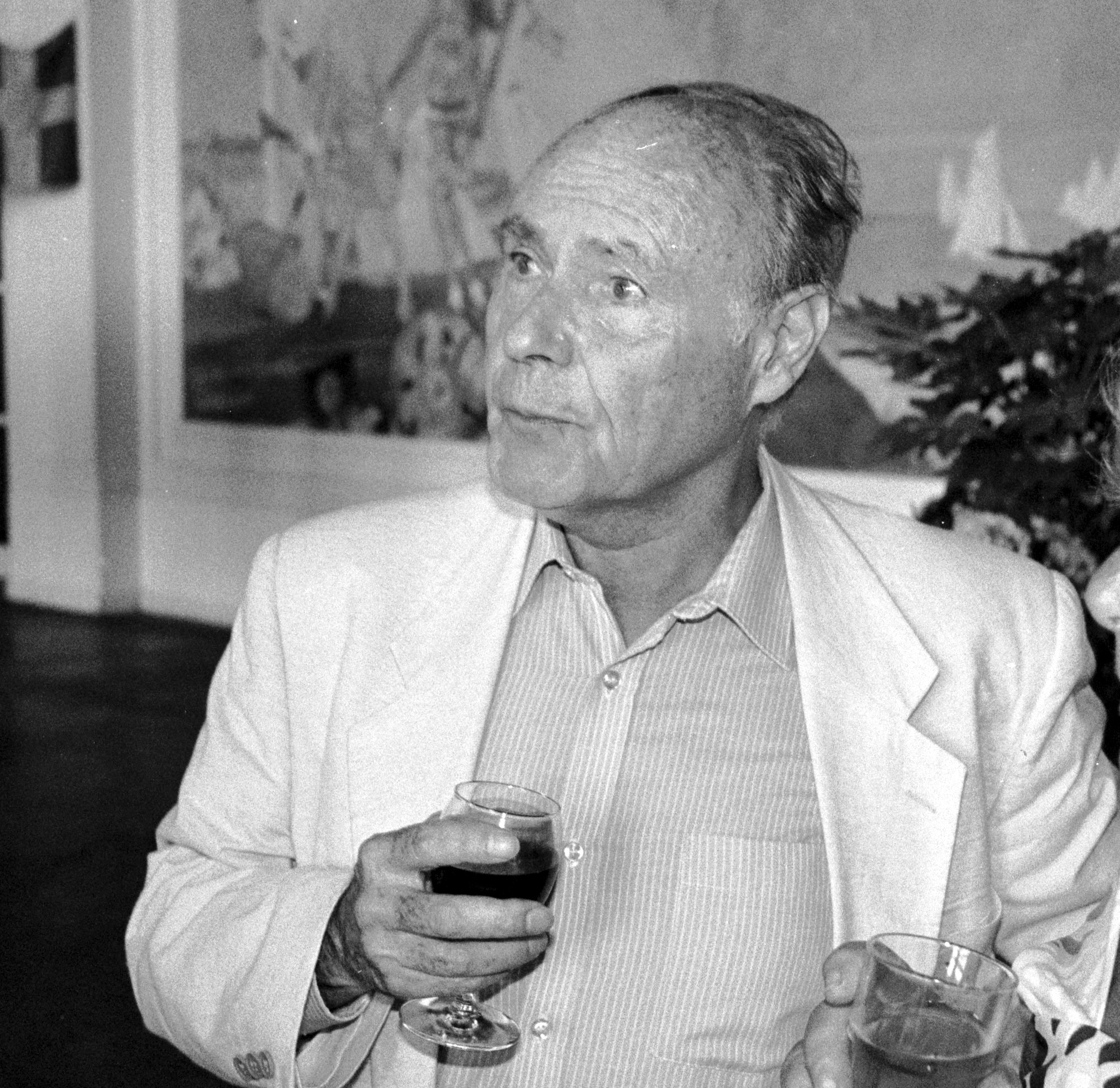
René de Obaldia (1990)

René de Obaldia (* 22. Oktober 1918 in Hongkong; † 27. Januar 2022 in Paris) war ein französischer Schriftsteller, der vor allem als Dramatiker, aber auch als Autor von Prosa und Lyrik wirkte. Er debütierte 1949 mit dem Gedichtband Midi (‚Mittag‘), für den er noch im selben Jahr den Prix Louis Parrot erhielt.

## Leben
De Obaldia war der Urenkel von José Domingo de Obaldía, dem zweiten Präsidenten der Republik Panama, und Sohn eines panamaischen Diplomaten und einer Französin aus der Picardie. Er wuchs in Amiens und Paris auf, wo er das Lycée Condorcet besuchte. 1940 wurde er zum Wehrdienst einberufen und geriet in Kriegsgefangenschaft. Bis 1944 war er im Lager Stalag VIII c in Sagan und wurde dort zuerst in einer Brikettfabrik und dann an der Oder als Waldarbeiter eingesetzt. 1944 wurde er, schwerkrank, in seine Heimat repatriiert.
In der Nachkriegszeit arbeitete de Obaldia in einem kleinen Verlag. Zu seinen Freunden zählten in diesen Jahren Alain Robbe-Grillet, Roland Barthes und Jean-Michel Atlan.
Jean Vilar führte 1961 im Théâtre National Populaire in Villeurbanne bei Lyon de Obaldias erstes großes Theaterstück Génousie auf, dem 1963 im Pariser Théâtre de l’Atelier das skandalumwehte Stück Le Satyre de la Villette unter André Barsacq folgte. Dieses Stück machte ihn zu einem der weltweit am meisten gespielten französischen Theaterautoren. Es wurde in insgesamt 28 Sprachen übersetzt, ins Deutsche (als Der Satyr aus der Vorstadt) von G. F. von Hirschau. Viele andere Werke des Autors übertrug Eugen Helmlé.
De Obaldia war zudem Liedtexter für Louis Mariano und wirkte als Filmschauspieler.
Er war ab 1999 Mitglied der Académie française auf dem fauteuil 22 als Nachfolger von Julien Green. Ab 2012 war er nach dem Ableben von Félicien Marceau der Doyen der Académie. Seine Ehefrau starb 2012.
René de Obaldia starb im Januar 2022 im Alter von 103 Jahren in Paris. Le Figaro bezeichnete ihn kurz nach seinem Tod als Geistesverwandten von Raymond Queneau und Jacques Audiberti. Das letzte Wort überließ der Verfasser des Nachrufs dem Verstorbenen, der folgenden Alexandriner als den schönsten Vers in französischer Sprache benannt hatte: «Le geai gélatineux geignait dans le jasmin».

## Auszeichnungen
- Croix de Guerre 1939–1945
- Offizier des Ordre national du Mérite
- Kommandeur des französischen Ordre des Arts et des Lettres
- Kommandeur des panamaischen Ordén de Vasco Núñez de Balboa
- 1985: Grand Prix du Théâtre der Académie Française für sein Lebenswerk
- 1962: Prix Italia für Le Damné[7]
- 1992: Preis des französischen P.E.N.-Clubs für sein Lebenswerk
- 1993: Prix Novembre für Exobiographie
- 1993: Molière d’honneur und Molière de l’auteur für Monsieur Klebs et Rozalie
- 1996: Prix de la langue française
- 2000: Ehrenbürger von Waterloo, Belgien
- 2008: Kommandeur des monegassischen Ordre du Mérite culturel

## Veröffentlichungen (Auswahl)
- Midi. La Pipe en écume, [o. O.], 1949.
- Les Richesses naturelles. R. Juillard, Paris, 1952.
  - deutsch von Eugen Helmlé mit Zeichnungen von Katrin Raabe: Die Reichtümer der Natur. Blitzgeschichten. Gollenstein, Blieskastel 1996, ISBN 3-930008-34-3.
- Tamerlan des cœurs, Roman; 1955.
  - deutsch von Eugen Helmlé: Tamerlan der Herzen, Roman. Limes, Wiesbaden 1963.
- Fugue à Waterloo; 1956.
- Le Graf Zeppelin ou la passion d’Émile; 1956.
  - deutsch von Eugen Helmlé: Graf Zeppelin oder Émiles Leiden, Erzählung. Fischer Taschenbuch, Frankfurt am Main 1990, ISBN 3-596-10177-8.
- Le Centenaire. Roman. Plon, Paris, 1959.
  - deutsch von Eugen Helmlé: Der Hundertjährige, Roman. Deutscher Taschenbuch Verlag, München 1969.
- Les larmes de l'aveugle. Essai radiophonique. Seghers, Paris, 1964.
- Innocentines. Poèmes pour enfants et quelques adultes. Grasset, Paris, 1985, Neuausgabe 2002, ISBN 2-246-01554-5.
- Exobiographie. Mémoires. Grasset, Paris, 1993, ISBN 2-246-34021-7.
- La jument du capitaine. Pensées, textes et répliques. Mit einem Vorwort von Jean Orizet, Le Cherche-Midi, Paris, 2004.
- Fantasmes des demoiselles, femmes faites ou défaites cherchant l’âme soeur. Grasset, Paris, 2006, ISBN 2-246-70781-1.
- Le secret. Ill.: Julia Chausson. Rue du monde, Paris, 2010, ISBN 978-2-35504-106-8.

## Theaterwerke (Auswahl)
- Genousie; 1960. Deutsche EA: Hessisches Staatstheater Wiesbaden Januar 1963.
- 7 Impromptus à loisir, sieben Theaterstücke; 1961.
- Le Satyre et la Villette; 1963.
- Du vent dans les branches du Sassafras (deutsch von Eugen Helmlé: Wind in den Zweigen des Sassafras); Suhrkamp Taschenbuch, Frankfurt am Main 1966.
- L’Air du large (deutsch Seeluft 1971 von Rüdiger Kuhlbrodt, 1971); 1966.
- Monsieur Klebs et Rozalie; 1975.
- Endives et miséricorde; 1986.
- Les Innocentines; 1993.